# Campeonato Mundial de Atletismo em Pista Coberta de 2022 - 1500 m masculino
A prova dos 1500 metros masculino do Campeonato Mundial de Atletismo em Pista Coberta de 2022 ocorreu entre os dias  19 e 20 de março na Belgrade Arena, em Belgrado, na Sérvia.

## Recordes
Antes desta competição, os recordes mundiais e do campeonato nesta prova eram os seguintes:
|                       | Nome               | Nacionalidade | Tempo     | Local    | Data                    |
| --------------------- | ------------------ | ------------- | --------- | -------- | ----------------------- |
| Recorde mundial       | Jakob Ingebrigtsen | Noruega       | 3m 30s 60 | Liévin   | 17 de fevereiro de 2022 |
| Recorde do campeonato | Haile Gebrselassie | Etiópia       | 3m 33s 77 | Maebashi | 7 de março de 1999      |

Os seguintes recordes foram estabelecidos durante esta competição:
| Data        | Evento | Atleta        | Nacionalidade | Tempo     | Notas                 |
| ----------- | ------ | ------------- | ------------- | --------- | --------------------- |
| 20 de março | Final  | Samuel Tefera | Etiópia       | 3m 32s 77 | Recorde do campeonato |

## Medalhistas
| Ouro                | Prata                    | Bronze             |
| Samuel Tefera (ETH) | Jakob Ingebrigtsen (NOR) | Abel Kipsang (KEN) |

## Cronograma
Todos os horários são locais (UTC+1).
| Data        | Hora  | Evento  |
| ----------- | ----- | ------- |
| 19 de março | 12:15 | Bateria |
| 20 de março | 18:35 | Final   |

## Resultados

### Bateria
Qualificação: 2 atletas de cada bateria (Q) mais os 4 melhores qualificados (q). 
| Posição | Bateria | Atleta             | Nacionalidade  | Tempo   | Notas                |
| ------- | ------- | ------------------ | -------------- | ------- | -------------------- |
| 1       | 3       | Samuel Tefera      | Etiópia        | 3:37.05 | Q                    |
| 2       | 3       | Pietro Arese       | Itália         | 3:37.31 | Q,                   |
| 3       | 3       | Isaac Nader        | Portugal       | 3:37.60 | q                    |
| 4       | 4       | Abel Kipsang       | Quênia         | 3:37.67 | Q                    |
| 5       | 1       | Teddese Lemi       | Etiópia        | 3:38.25 | Q                    |
| 6       | 1       | Jakob Ingebrigtsen | Noruega        | 3:38.42 | Q                    |
| 7       | 4       | Oliver Hoare       | Austrália      | 3:38.43 | Q                    |
| 8       | 1       | Joshua Thompson    | Estados Unidos | 3:38.61 | q                    |
| 9       | 1       | Michał Rozmys      | Polónia        | 3:38.61 | q,                   |
| 10      | 3       | Samuel Prakel      | Estados Unidos | 3:38.69 | q,                   |
| 11      | 3       | Federico Bruno     | Argentina      | 3:39.34 |                      |
| 12      | 4       | Abdelatif Sadiki   | Marrocos       | 3:39.38 |                      |
| 13      | 1       | Ismael Debjani     | Bélgica        | 3:39.47 |                      |
| 14      | 4       | Cameron Proceviat  | Canadá         | 3:40.47 |                      |
| 15      | 4       | Andrew Coscoran    | Irlanda        | 3:40.53 |                      |
| 16      | 2       | Neil Gourley       | Reino Unido    | 3:42.79 | Q                    |
| 17      | 2       | Robert Farken      | Alemanha       | 3:43.10 | Q                    |
| 18      | 1       | Saúl Ordóñez       | Espanha        | 3:43.67 |                      |
| 19      | 2       | Ignacio Fontes     | Espanha        | 3:43.75 |                      |
| 20      | 1       | Luke McCann        | Irlanda        | 3:44.03 |                      |
| 21      | 2       | Charles Grethen    | Luxemburgo     | 3:44.87 |                      |
| 22      | 2       | Eric Nzikwinkunda  | Burundi        | 3:46.02 | Recorde da temporada |
| 23      | 3       | Jack Anstey        | Austrália      | 3:46.68 |                      |
| 24      | 3       | George Mills       | Reino Unido    | 3:47.41 |                      |
| 25      | 2       | Abdelati El Guesse | Marrocos       | 3:47.43 |                      |
| 26      | 4       | Simas Bertašius    | Lituânia       | 3:48.48 |                      |
| 27      | 4       | Abraham Guem       | Sudão do Sul   | 3:48.82 | Recorde nacional     |
| 28      | 2       | Nesim Amsellek     | Itália         | 3:55.51 |                      |
| 29      | 2       | Gaylord Silly      | Seicheles      | 3:57.16 | Recorde da temporada |
| 30      | 4       | Alaa Algorni       | Líbia          | 3:59.50 | Recorde pessoal      |

### Final
A final ocorreu dia 20 de março às 18:35.
| Posição           | Atleta             | Nacionalidade  | Tempo   | Notas                 |
| ----------------- | ------------------ | -------------- | ------- | --------------------- |
| Medalha de ouro   | Samuel Tefera      | Etiópia        | 3:32.77 | Recorde do campeonato |
| Medalha de prata  | Jakob Ingebrigtsen | Noruega        | 3:33.02 |                       |
| Medalha de bronze | Abel Kipsang       | Quênia         | 3:33.36 | Recorde da temporada  |
| 4                 | Teddese Lemi       | Etiópia        | 3:33.59 | Recorde da temporada  |
| 5                 | Oliver Hoare       | Austrália      | 3:34.36 | Recorde da temporada  |
| 6                 | Neil Gourley       | Reino Unido    | 3:35.87 |                       |
| 7                 | Michał Rozmys      | Polónia        | 3:36.71 | Recorde da temporada  |
| 8                 | Pietro Arese       | Itália         | 3:37.60 |                       |
| 9                 | Samuel Prakel      | Estados Unidos | 3:38.40 | Recorde da temporada  |
| 10                | Isaac Nader        | Portugal       | 3:39.97 |                       |
| 11                | Robert Farken      | Alemanha       | 3:41.29 |                       |
| 12                | Joshua Thompson    | Estados Unidos | 3:44.48 |                       |

Legenda
| Recorde mundial       | Recorde mundial (World record)               |                       | Recorde africano                      | Recorde africano (African) |                                           | Q | Classificado por posição (Qualified) |
| Recorde do campeonato | Recorde do campeonato (Championship record)  | Recorde da América    | Recorde da América (Americas)         | q                          | Classificado por melhor tempo (Qualified) |   |                                      |
| Melhor marca do ano   | Melhor marca do ano (World leading)          | Recorde asiático      | Recorde asiático (Asian)              | DNS                        | Não largou (Did not start)                |   |                                      |
| Recorde nacional      | Recorde nacional (National record)           | Recorde europeu       | Recorde europeu (European)            | DNF                        | Não terminou (Did not finish)             |   |                                      |
| Recorde pessoal       | Recorde pessoal do atleta (Personal best)    | Recorde da Oceania    | Recorde da Oceania (Oceania)          | DSQ / DQ                   | Desclassificado (Disqualified)            |   |                                      |
| Recorde da temporada  | Recorde da temporada do atleta (Season best) | Recorde sul-americano | Recorde sul-americano (South America) | NM                         | Sem marca (No mark)                       |   |                                      |